# Sulphur Creek
Sulphur Creek är en ort i Australien. Den ligger i kommunen Central Coast och delstaten Tasmanien, i den sydöstra delen av landet, omkring 230 kilometer nordväst om delstatshuvudstaden Hobart. Antalet invånare är 425.
Närmaste större samhälle är Burnie, omkring 11 kilometer nordväst om Sulphur Creek. 
Trakten runt Sulphur Creek består till största delen av jordbruksmark. Runt Sulphur Creek är det ganska tätbefolkat, med 65 invånare per kvadratkilometer. Genomsnittlig årsnederbörd är 1 607 millimeter. Den regnigaste månaden är augusti, med i genomsnitt 221 mm nederbörd, och den torraste är januari, med 57 mm nederbörd.